# گیلرمو واللوری
گیلرمو واللوری (انگلیسی: Guillermo Vallori؛ زادهٔ ۲۴ ژوئن ۱۹۸۲) بازیکن فوتبال اهل اسپانیا است.
از باشگاه‌هایی که در آن بازی کرده‌است می‌توان به باشگاه فوتبال گراس‌هاپر زوریخ، باشگاه ورزشی رئال مایورکا، و باشگاه فوتبال مونیخ ۱۸۶۰ اشاره کرد.